# 三重県道704号朝柄小片野線
三重県道704号朝柄小片野線（みえけんどう704ごう あさがらおかたのせん）は三重県多気郡多気町から松阪市に至る一般県道である。

## 概要

### 路線データ
- 起点：多気郡多気町朝柄（朝柄交差点）
- 終点：松阪市小片野町（小片野町交差点）
- 総延長：2,850m（古江小片野線の延長）
- 重複区間：なし

## 歴史
1959年（昭和34年）1月25日に三重県道704号古江小片野線（みえけんどう704ごう ふるえおかたのせん）として路線認定される。その後、2002年（平成14年）3月29日に同年4月1日より起点が勢和村大字古江（当時、現在の多気町古江）から勢和村大字朝柄に変更される旨が公報され、名称も三重県道704号朝柄小片野線に改められた。起点の変更にともなって三重県道704号は路線延長が短くなった。

## 地理

### 通過する自治体
- 三重県
  - 多気郡多気町
  - 松阪市

### 接続する道路
- 国道368号・三重県道429号佐原勢和松阪線：起点
- 三重県道745号片野飯高線：多気郡多気町片野（片野交差点）
- 国道166号：終点

### 沿線
- 多気町立
  - 勢和小学校
  - 勢和中学校
- 松阪地区広域消防組合 松阪南消防署勢和分署
- 櫛田川
- 松阪市立大江中学校
- 百五銀行 大石支店

## 参考資料
- 『県別マップル24 三重県道路地図』（昭文社、2009年3版1刷発行、ISBN 978-4-398-62474-1 、57ページ）